# Tarabel
Tarabel – miejscowość i gmina we Francji, w regionie Oksytania, w departamencie Górna Garonna.
Według danych na rok 1990 gminę zamieszkiwało 266 osób, a gęstość zaludnienia wynosiła 36 osób/km² (wśród 3020 gmin regionu Midi-Pireneje Tarabel plasuje się na 798. miejscu pod względem liczby ludności, natomiast pod względem powierzchni na miejscu 1297.).